# Філіпп Гозінер
Філіпп Гозінер (нім. Philipp Hosiner, нар. 15 травня 1989, Айзенштадт) — австрійський футболіст, нападник клубу «Кельн» та національної збірної Австрії.

## Клубна кар'єра
Народився 15 травня 1989 року в місті Айзенштадт. Розпочав займатись футболом в місцевій школі клубу «Айзенштадт», після чого перебував в академіях «Санкт-Маргаретен», «Бургенланд» та «Маттерсбург».
У 2006 році Госінер опинився в системі підготовки німецького клубу «Мюнхен 1860». Сезон 2008/09 форвард відіграв за другу команду клубу в Регионаллізі. За основний склад «Мюнхена 1860» Госінер жодного матчу не зіграв і влітку 2009 року перейшов в клуб Третьої ліги «Зандгаузен». Вперше зіграв за нову команду 29 липня 2009 року в матчі проти клубу «Карл Цейсс». Всього за сезон, проведений в «Зандгаузені», нападник зіграв 20 матчів і забив 1 гол 21 листопада 2009 року у ворота дубля «Вердера».

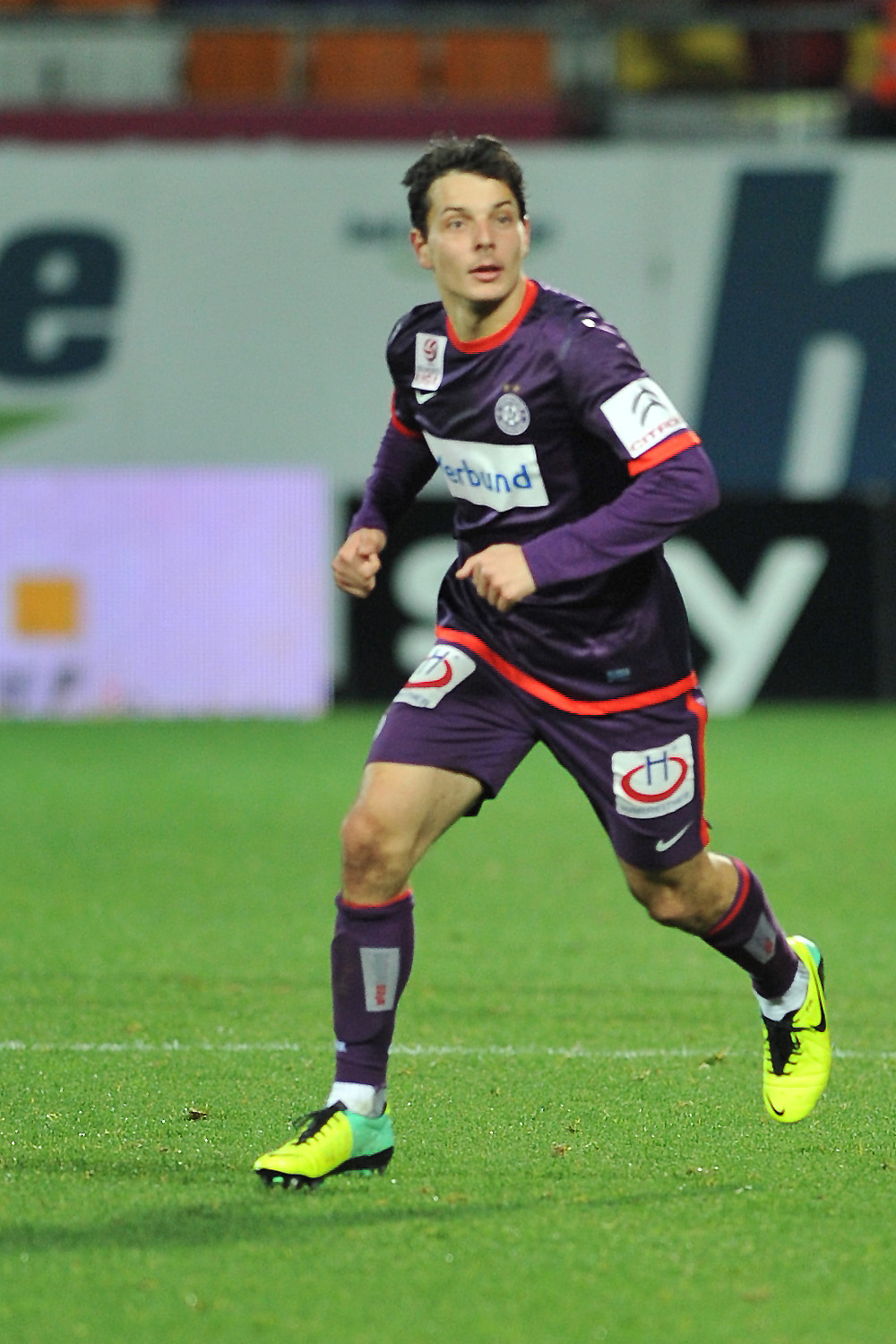
Філіпп Госінер під час виступів за «Аустрію». 9 листопада 2013 року.

Влітку 2010 року Філіп повернувся в Австрію, ставши гравцем столичного клубу «Ферст Вієнна», що виступав у другому за силою дивізіоні країни. На 32-й хвилині свого дебютного матчу форвард зробив гольовий пас на Раде Джокича, а через півгодини і сам дальнім ударом вразив ворота «Лустенау 07». Всього Гозінер забив за столичний клуб 13 м'ячів в 33 матчах чемпіонату.
По закінченні сезону Гозінер поповнив ряди клубу Австрійської Бундесліги «Адміра-Ваккер». Матч із «Капфенбергом», зіграний 23 липня 2011 року, став першим для нападника в найсильнішій лізі Австрії. 6 серпня 2011 року в матчі кубка Австрії проти «Форвертса» (Штайр) Філіп забив 4 голи, а 28 серпня зробив хет-трик у ворота віденської «Аустрії» в матчі чемпіонату країни. За підсумками сезону на рахунку форварда було 14 забитих голів у 35 матчах чемпіонату і кубка. У 6 перших матчах наступного чемпіонату форвард забив 5 м'ячів і 31 серпня 2012 року перейшов в «Аустрію».
Дебютував за столичний клуб 1 вересня 2012 року в матчі з «Вінер-Нойштадтом», замінивши на 50-й хвилині зустрічі Марко Станковича. У наступному матчі за «Аустрію» Гозінер забив 2 голи у ворота «Маттерсбурга». За підсумками сезону 2012/13 виграв з командою чемпіонат Австрії, а також став найкращим бомбардиром турніру з 32 голами та був визнаний найкращим гравцем сезону.
20 червня 2014 року перейшов в французький «Ренн», але закріпитись в Лізі 1 не зумів, зігравши за сезон лише у 12 матчів (більшість з яких — виходи на заміну) і не забив жодного м'яча. Через це 22 червня 2015 року Гозінер відправився в оренду на один сезон в німецький «Кельн». У своїй першій грі в Бундеслізі, 29 серпня 2015, він відразу відзначився голом і допоміг «козлам» святкувати перемогу в домашньому матчі проти «Гамбурга» (2:1). Наразі встиг відіграти за кельнський клуб 9 матчів в національному чемпіонаті.

## Виступи за збірні
2006 року дебютував у складі юнацької збірної Австрії, взяв участь у 5 іграх на юнацькому рівні.
7 жовтня 2011 року дебютував в офіційних іграх у складі національної збірної Австрії у відбірковому матчі до чемпіонату Європи 2012 року проти збірної Азербайджану (4:1), замінивши за дві хвилини до кінця зустрічі Марка Янко.
22 березня 2013 року нападник провів свій другий матч за збірну, в якому забив 2 голи у ворота збірної Фарерських островів (6:0). Того ж року провів у складі збірної ще три матч. після чого перестав залучатись до її лав. Всього провів у формі головної команди країни 5 матчів, забивши 2 голи.
| Дата       | Місто           | Господарі         | Результат | Гості             | Турнір            | Голи | Примітки |
| ---------- | --------------- | ----------------- | --------- | ----------------- | ----------------- | ---- | -------- |
| 07-10-2011 | Баку            | Азербайджан       | 1 – 4     | Австрія           | Відбір до ЧЄ 2012 | -    | 88'      |
| 22-03-2013 | Відень          | Австрія           | 6 – 0     | Фарерські острови | Відбір до ЧС 2014 | 2    |          |
| 26-03-2013 | Дублін          | Ірландія          | 2 – 2     | Австрія           | Відбір до ЧС 2014 | -    | 62'      |
| 14-08-2013 | Вальс-Зіценгайм | Австрія           | 0 – 2     | Греція            | товариський матч  | -    | 74'      |
| 15-10-2013 | Торсгавн        | Фарерські острови | 0 – 3     | Австрія           | Відбір до ЧС 2014 | -    |          |
| Усього     |                 | Матчів            | 5         |                   | Голів             | 2    |          |

## Статистика виступів

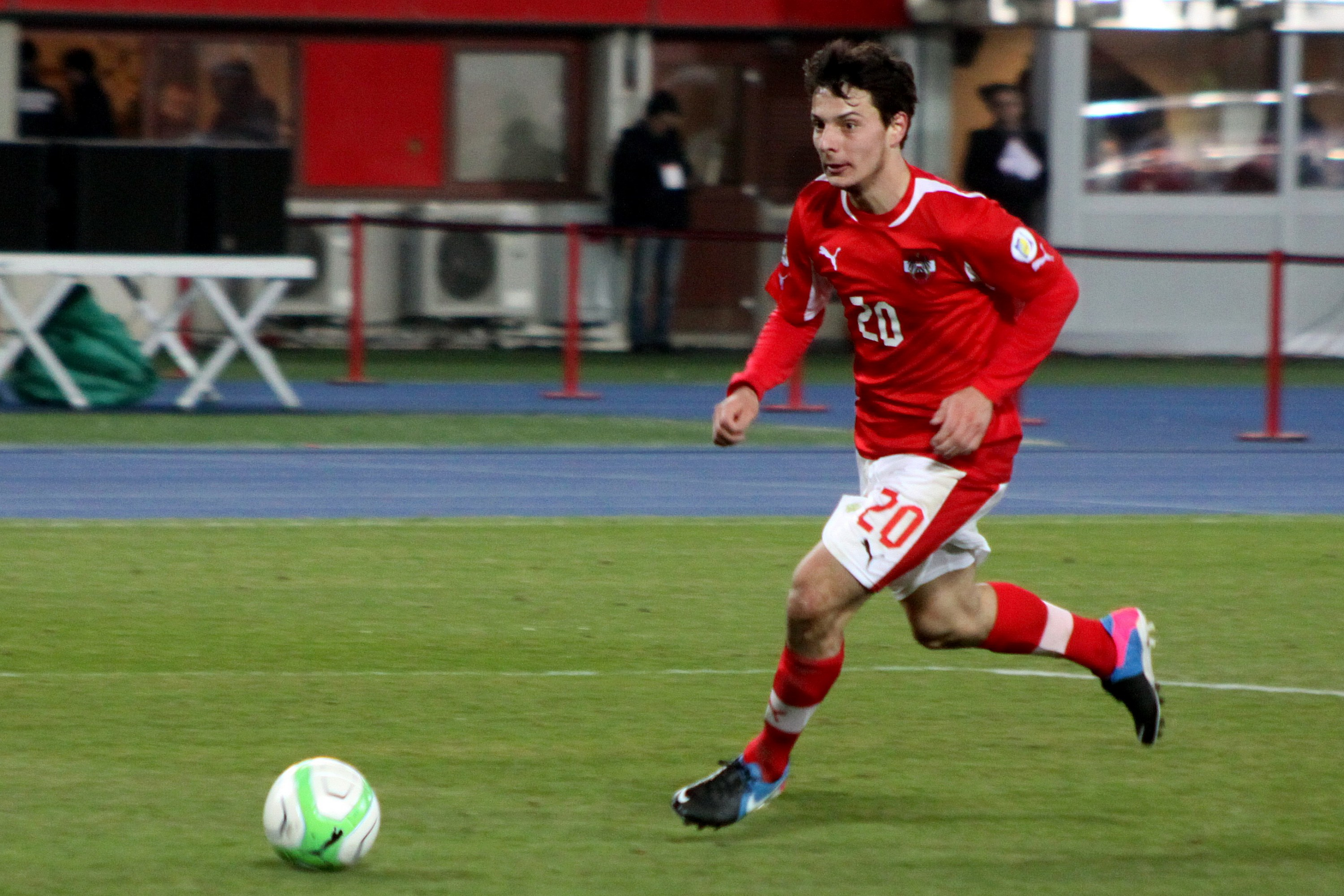
Філіпп Госінер під час виступів за збірну Австрії. 22 березня 2013 року.

## Титули і досягнення

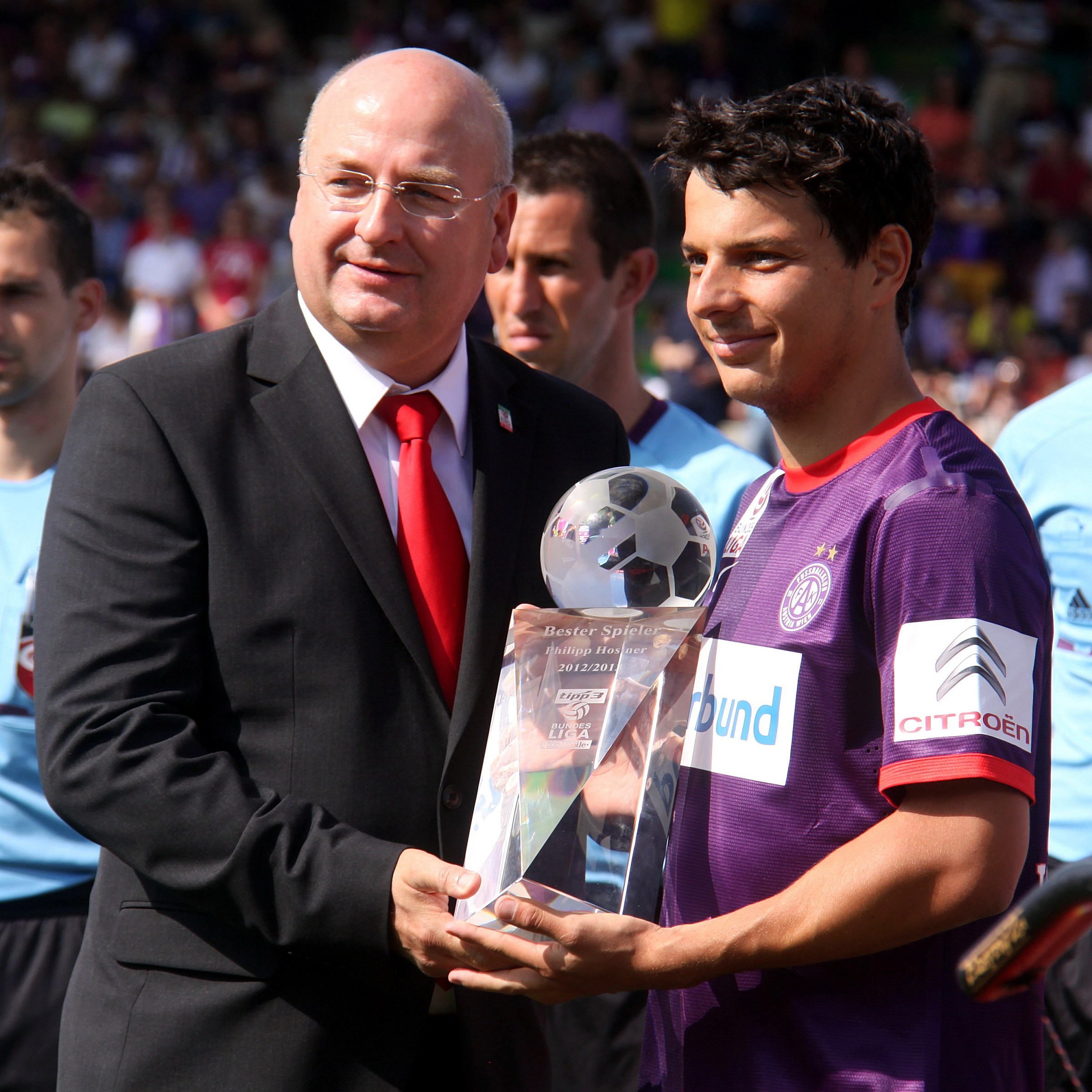
Філіпп Госінер із трофеєм найкращому гравцю чемпіонату Австрії. 20 липня 2013 року.

### Командні
- Чемпіон Австрії (1):

«Аустрія» (Відень): 2012-13

### Особисті
- Найкращий гравець чемпіонату Австрії: 2012-13[1]
- Найкращий бомбардир чемпіонату Австрії: 2012-13 (32 голи)[1]